# Легенды «Смертельной битвы»: Бой Кейджа
«Легенды „Смертельной битвы“: Бой Кейджа» (англ. Mortal Kombat Legends: Cage Match) — американский мультфильм 2023 года.

## Сюжет
Джонни Кейдж и его ассистент Чак отправляются к актрисе Дженнифер, которая не появляется на съёмках фильма. По пути актёр рассказывает помощнику о своём трудном детстве и пути становления. Прибыв к дому Дженнифер, Кейдж идёт внутрь, отправляя Чака мыть машину. В вилле Кейдж не обнаруживает коллегу, но видит бой между Ашрой и Киа, которые охотятся за свитком избранного. Джонни вмешивается в драку, и Киа сбегает со свитком, взрывая дом. Ашра гонится за ней, Кейдж решает последовать за ними. Ашра заполучает свиток, а Киа погибает, попав под экскурсионный автобус, на котором за ними ехал Джонни. К последнему на помощь приходит Чак, и Кейджу удаётся отобрать свиток у Ашры.
Герои хотят пойти в полицию, но актёру звонит его агент Дэвид, просящий срочно приехать. В офисе он требует отдать свиток, раскрывая, что является членом некоего клуба, и приглашает туда Джонни, но Кейдж отказывает, и завязывается бой. В его ходе Дэвид обращается в демона, но Джонни справляется с ним, убивая его. После он отправляется в указанный Дэвидом особняк, где его пытается соблазнить на сторону тьмы Джатаака, но является Ашра. Тогда Джатаака нападает на них обоих. Кейдж объединяется с Ашрой, и они сбегают из логова демонов. На улице Чак помогает покончить с Джаатакой, и Ашра объясняет, что демоны — слуги Шиннока, бога Преисподней. Чак переводит свиток с греческого, в котором написано заклинание по открытию портала для Шиннока в Земное царство.
Внезапно появляется Дженнифер, которая оказывается слугой Шиннока: она вырубает героев и заполучает свиток. Джонни приходит в себя связанным, и Дженнифер, называя своё настоящее имя — Сарина — рассказывает, что он избранный, и что им нужна его кровь для открытия врат. Ашра и Чак выбираются из заточения и идут спасать Кейджа, но демоны успевают призвать Шиннока. Джонни ведёт бой с богом, а Ашра и Чак отвлекают его слуг. Кейджу удаётся справиться с владыкой Преисподней, поскольку он обнаруживает свои суперсилы. Джонни отбрасывает Шиннока обратно в портал, и Чак читает заклинание, запечатывая врата. После победы над демонами Кейдж целует Ашру, но затем та покидает Земное царство, чтобы продолжить свой путь искупления, так как также являлась демоном. В будущем Чак становится дублёром Джонни и играет его в видеоиграх. Кейдж продолжает сниматься в боевиках, и в конце отправляется на таинственный остров для очередного фильма.

## Роли озвучивали
- Джоэл Макхейл — Джонни Кейдж
- Дусан Браун — Чак
- Келли Ху — Ашра
- Грей Делайл — Киа
- Гилберт Готтфрид — Дэвид
- Дженнифер Грей — Сарина
- Робин Аткин Даунс — Шиннок

## Отзывы
Сэм Стоун из Comic Book Resources оценил мультфильм в 8 баллов из 10 и отметил, что он отличается по тону и стилю анимации от первых трёх проектов в серии «Легенды „Смертельной битвы“». Рэнди Миллер из Blu-ray присвоил картине 3,5 звёзд из 5 и посчитал её, возможно, лучшей среди предыдущий мультфильмов. Дуглас Дэвидсон из Elements of Madness дал «Бою Кейджа» оценку 3 из 5. Мэтт Донато из IGN вручил проекту 6 баллов из 10 и посчитал, что он подходит для более молодой аудитории франшизы.